# モスキート (水雷艇)

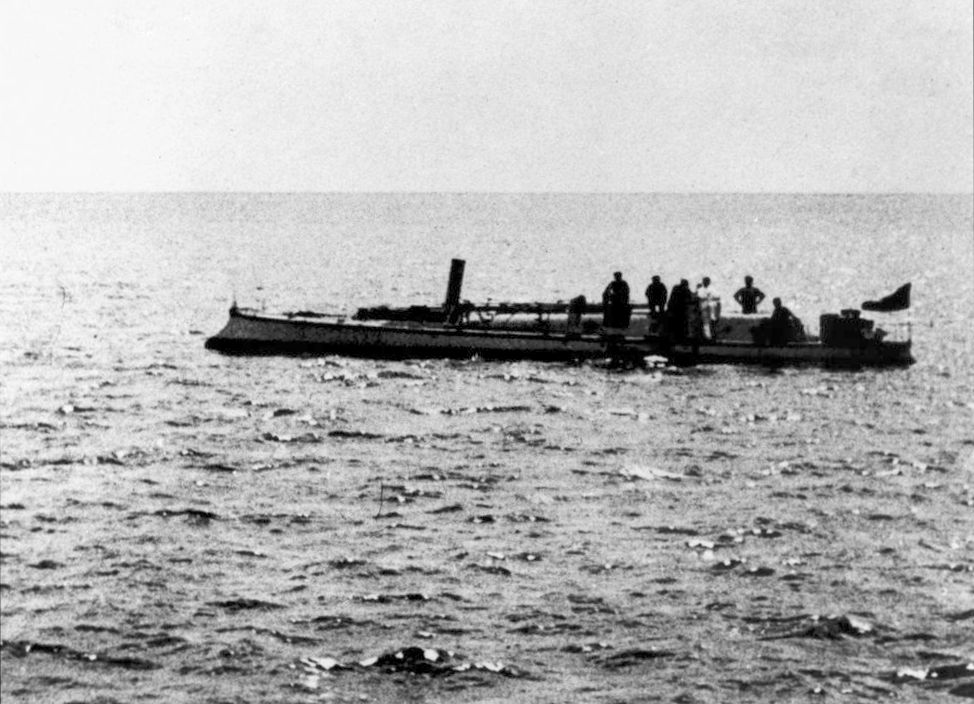
モートン湾で演習に参加中の「モスキート」（1901年）

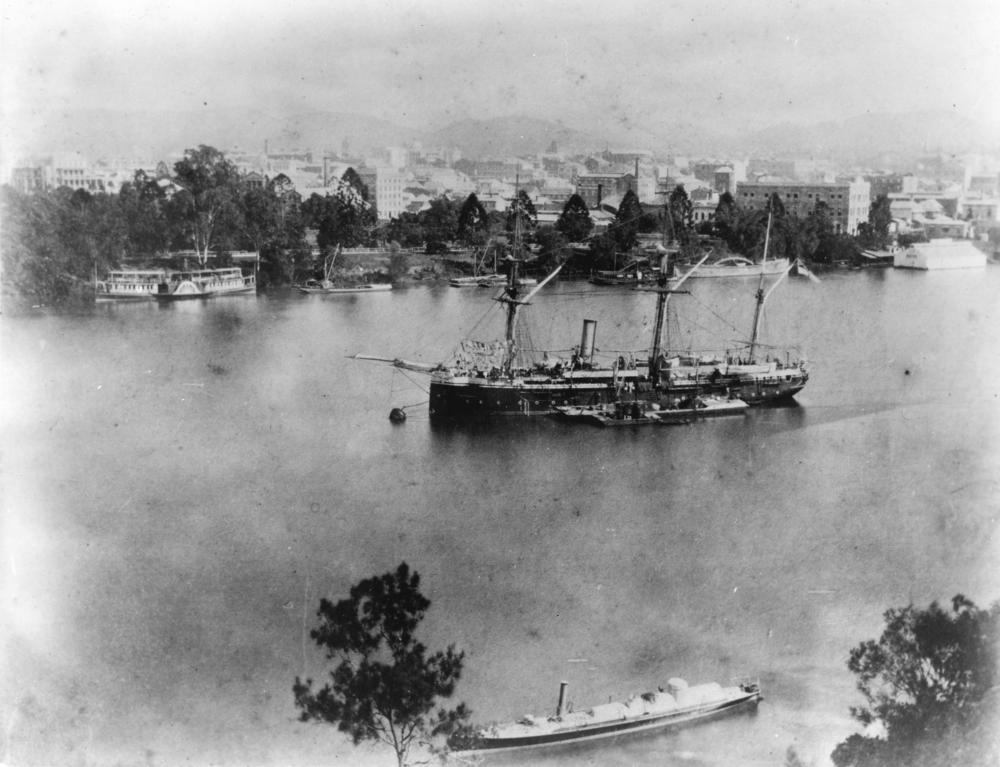
ブリスベン川に碇泊中の「モスキート」（手前）とイギリスのスループ「Egeria」（1889年ごろ）

モスキート（HMQS Mosquito）はクイーンズランド植民地の2等水雷艇。
ロシアの脅威に対してオーストラリアの植民地が取得した艦艇の一隻で、ジョン・アイ・ソーニクロフト社で建造され、1884年7月11日（または7月16日）に進水した。ヤードナンバー193。購入費は3300ポンドであった。
ニュージーランドの植民地政府やタスマニアが取得したものと同型で、船体は1/16インチの亜鉛鍍金鋼板製であり、全長63フィート（19.2m）、最大幅7フィート6インチ（2.28m）、排水量12トンであった。機関はinverted direct-acting compound engineで出力166馬力。速力は16ノット。
兵装は外装水雷と1インチ2銃身ノルデンフェルト砲1門。のちに外装水雷は撤去され、代わって14インチ魚雷用の魚雷投下装置が2つ搭載された。
「モスキート」は英領インドの汽船「Duke of Sutherland」に積まれて1884年8月16日（または8月13日）にグレーブゼンドより出航し、10月9日にブリスベンに到着した。
1885年3月11日、「モスキート」がブリスベン川でデモンストレーションを行っていた際、人為的ミスにより乗船者が川に転落する事故が起きた。
1901年に連邦海軍部隊（Commonwealth Naval Forces）に移管され、1911年にオーストラリア海軍が誕生するとそちらに移された。
1913年3月以降に機関などが取り外され、それからブリスベン川支流のBoggy Creekへ廃棄された。
「モスキート」の廃棄場所は長く不明であったが、1966年に残骸の写真が撮られ、2009年に再発見されている。